# Terramara di Santa Rosa
La terramara di Santa Rosa è un villaggio dell'Età del bronzo, la più grande terramara in Europa, costituita da due villaggi vicini separati solo da un piccolo corso d'acqua e risalente ad un periodo compreso tra il XV e  il XII secolo a.C..

## Storia
Gli scavi archologici nel territorio della frazione di Fodico (frazione di Poviglio) sono iniziati nel 1983 ed hanno permesso di individuare l'insediamento terramaricolo particolarmente esteso. Molto del materiale recuperato è stato poi trasferito per la sua conservazione ed esposizione nel museo Terramara Santa Rosa nel comune a partire dal 1996. Sul sito viveva una popolazione con un grado di civilizzazione notevole, in grado di esprimere competenze artigianali di rilievo e una struttura sociale ben organizzata. Le ricerche hanno potuto essere portate avanti grazie all'intervento del Ministero della cultura oltre che del comune di Poviglio. Ai lavori hanno preso parte e partecipano diversi gruppi che fanno riferimento alla Archeosistemi di Reggio Emilia, alla Geoarcheologia di Milano, alle Università degli studi di Milano, Verona e Bologna. Il tramonto della civiltà terramaricolo è stato in parte causato dal disboscamento eccessivo, dal forte sviluppo dell'agricoltura e dal conseguente aumento della popolazione che ha portato alla ricerca di nuovi insediamenti così da far sparire in un tempo relativamente breve tutti i villaggi attorno al Po.

## Descrizione
L'area si trova nel territorio di Fodico, frazione di Poviglio in provincia di Reggio Emilia, a circa 3 km dal corso del fiume Po. La superficie interessata è enorme, distribuita su un'estensione di 7 ettari tutti nella frazione di Fodico a sud del canale derivatore. Rappresenta uno dei tipici insediamenti padani dell'Età del bronzo che hanno cominciato a sorgere a partire dal XV secolo a.C. e sono stati una fase cruciale del processo di popolamento europeo. L'enorme estensione dell'insediamento si divide convenzionalmente in due villaggi, il villaggio Piccolo e il villaggio Grande tra i quali esisteva ed era controllata dalla popolazione una via d’acqua, un grande fossato. Il villaggio minore è il più antico, risalente al 1500 a.C.. Si è potuto anche stabilire, con le ricerche, che il villaggio minole era circondato da una palizzata lignea che quando fu distrutta da un incendio venne sostituita da un terrapieno.